# 通渭站
通渭站位于中华人民共和国甘肃省定西市通渭县，是徐兰客运专线西段宝兰客运专线上的高铁站，于2017年7月9日启用，由兰州铁路局陇西车务段管辖。

## 歷史
- 2017年7月9日正式启用。

## 外部連結
- 中国铁路客户服务中心 （页面存档备份，存于）